# ريتشارد دين تايلور
ريتشارد دين تايلور هو كاتب أغاني ومغني ومنتج أسطوانات كندي، ولد في 11 مايو 1939 في تورونتو في كندا.

## وصلات خارجية
- الموقع الرسمي
- ريتشارد دين تايلور على موقع IMDb (الإنجليزية)
- ريتشارد دين تايلور على موقع ميوزك برينز (الإنجليزية)
- ريتشارد دين تايلور على موقع أول ميوزيك (الإنجليزية)
- ريتشارد دين تايلور على موقع ديسكوغز (الإنجليزية)